# Charles Kenyon
Charles Kenyon (San Francisco, 2 novembre 1880 – Hollywood, 27 giugno 1961) è stato uno sceneggiatore e commediografo statunitense.

## Filmografia
- Mignon, regia di William Nigh (1915)
- The Lily of Poverty Flat, regia di George E. Middleton (1915)
- A Phyllis of the Sierras, regia di George E. Middleton (1915)
- Kindling, regia di Cecil B. DeMille (1915)
- The Rose of the Misty Pool, regia di George E. Middleton - cortometraggio (1915)
- Husband and Wife, regia di Barry O'Neil (1916)
- Sacrifice, regia di Frank Reicher (1917)
- On the Level, regia di George Melford (1917)
- The Silent Man, regia di William S. Hart (1917)
- Cupid's Roundup, regia di Edward J. Le Saint (1918)
- The Fighting Grin, regia di Joseph De Grasse (1918)
- Painted Lips, regia di Edward J. Le Saint (1918)
- The Moral Law, regia di Bertram Bracken (1918)
- Nobody's Wife, regia di Edward J. Le Saint (1918)
- The Devil's Wheel, regia di Edward J. Le Saint (1918)
- The Claim, regia di Frank Reicher (1918)
- Her One Mistake, regia di Edward J. Le Saint (1918)
- The Scarlet Road, regia di Edward J. Le Saint (1918)
- The Bird of Prey, regia di Edward J. Le Saint (1918)
- The Rough Lover, regia di Joseph De Grasse (1918)
- The Rainbow Trail, regia di Frank Lloyd (1918)
- The Light, regia di J. Gordon Edwards (1919)
- Hell-Roarin' Reform, regia di Edward J. Le Saint (1919)
- The Rebellious Bride, regia di Lynn Reynolds (1919)
- Fighting for Gold, regia di Edward LeSaint (1919)
- Married in Haste, regia di Arthur Rosson (1919)
- The Siren's Song, regia di J. Gordon Edwards (1919)
- Words and Music by -, regia di Scott R. Dunlap (1919)
- I predoni della prateria (The Lone Star Ranger), regia di J. Gordon Edwards (1919)
- The Wilderness Trail, regia di Edward LeSaint (1919)
- Il romanzo dell'infaticabile cavaliere (Rough-Riding Romance), regia di Arthur Rosson (1919)
- L'ultimo eroe (The Last of the Duanes), regia di J. Gordon Edwards (1919)

- The Road to Reno, regia di S. Sylvan Simon (1938)